# Francesco Rossi (futbolista)
Francesco Rossi (Merate, Lombardía, Italia; 27 de abril de 1991) es un futbolista italiano. Juega de portero y su equipo actual es el Atalanta de la Serie A italiana.

## Trayectoria
Rossi comenzó su carrera en las inferiores del Atalanta B.C. En junio de 2009 llegó al primer equipo como tercer arquero y se le asignó el dorsal 91.
En julio de 2011, Rossi se fue a préstamo al Lumezzane por una temporada. Debutó el 7 de agosto contra Pro Patria por la Coppa Italia. Su cesión terminó en enero de 2012 y se unió al Cuneo como préstamo por el resto de la temporada; al año siguiente su cesión en el club fue renovada. 
Luego de pasar a préstamo al Pavia, Lupa Roma, Prato y Teramo, en enero de 2017 regresó al Atalanta para formar parte del primer equipo.

## Clubes
| Club                 | País   | Año       |
| -------------------- | ------ | --------- |
| Atalanta             | Italia | 2009-Act. |
| Lumezzane (préstamo) | Italia | 2011      |
| Cuneo (préstamo)     | Italia | 2012-2013 |
| Pavia (préstamo)     | Italia | 2013-2014 |
| Lupa Roma (préstamo) | Italia | 2014-2015 |
| Prato (préstamo)     | Italia | 2015-2016 |
| Teramo (préstamo)    | Italia | 2016-2017 |

## Palmarés

### Títulos internacionales
| Título                 | Equipo         | Sede   | Año  |
| ---------------------- | -------------- | ------ | ---- |
| Liga Europa de la UEFA | Atalanta B. C. | Dublín | 2024 |